# 優美中生介
優美中生介（学名：Mesocythere pulchra）为細花介科中新介屬下的一个种。